# Dombai Viktor
Dombai Viktor (1990. január 28. –) magyar labdarúgó, jelenleg az USC Krumbach csatára.

## Pályafutása
Ifjúsági karrierjét a Tatabányai Alapítványi Sport Körben (TASK) kezdte, majd 2006-ban került fel a Tatabánya első keretéhez. A fiatal csatár már 16 évesen bemutatkozott az NB I.-ben, gólt azonban nem tudott szerezni a legmagasabb osztályban. Nagyapja, legidősebb Dombai András labdarúgó, csatár. Apja idősebb Dombai András labdarúgó, kapus. Anyja Dreiszmuk Katalin tatabányai NB I-es kézilabdázó volt 11 évig. Testvére, ifjabb Dombai András is labdarúgó, aki szintén a Tatabányánál játszik.
2011 júliusában két éves szerződést kötött az Újpest FC B-csapatával. 2013 nyarán a Szeged 2011-hez igazolt. 2023 július 8-án az osztrák SC Frauenkirchen csapatához szerződött. Egy évvel később elhagyta Frauenkirchen-t és a szintén osztrák USC Krumbach-hoz került.